# Georg Stoeber
Georg Stoeber (Freising, 1879 - 1926) fou un pianista i compositor alemany. Musicalment s'educà amb Thille i Kellerman en la Reial Acadèmia de Música de Múnic, perfeccionant-se a Frankfurt sota la direcció de Frederich Lamond. Es distingí com a pianista i delicat compositor, especialitzant-se en les obres per a piano i en el lieder.